# Château de Ravel
Pour les articles homonymes, voir Ravel (homonymie).
Le château de Ravel est un château situé dans la commune française de Ravel, dans le département du Puy-de-Dôme, en région Auvergne-Rhône-Alpes.
Ancienne forteresse royale du XIIe siècle, réaménagé sans destruction au XVIIIe siècle, au jardin dessiné par André Le Nôtre, il a été l'hôte du tournage du film Les Choristes, à l'été 2003,.
En juin 2016, il est la proie des flammes dans un incendie qui détruit 400 m2 du château. Selon les propriétaires du lieu, « aucun des décors fondamentaux n'a disparu dans l'incendie »,.

## Historique

### La famille de Ravel
Le premier occupant du château, attesté en 1147, est Pierre de Ravel.
Les textes donnent ensuite comme premier seigneur Bernard de Revel (ou Ravel) vers 1171, ce dernier était bailli de Clermont et de Pont-du-Château. Les parties les plus anciennes subsistantes du château datent de cette époque.
Philippe Auguste, après Louis VII, avait profité des querelles entre les deux branches de la famille comtale d'Auvergne et les conflits entre le comte et l'évêque de Clermont pour envahir le comté d'Auvergne en 1212 et se l'approprier.
Entre 1241 et 1271 la Terre d'Auvergne avait été donnée en apanage à Alphonse de Poitiers ; c'est au début du XIIIe siècle que le château est agrandi, à la suite de la prise de l'Auvergne par Philippe Auguste, grand-père d'Alphonse.
En 1283, Chatard de Ravel vend la seigneurie pour 1 200 livres au roi Philippe le Hardi.
Devenu propriété royale sous Philippe III le Hardi et Philippe IV le Bel, il est donné en mai 1294 par Philippe le Bel à Pierre Flote pour le récompenser de ses services, avant qu'il le nomme chancelier de France. Pierre fait des travaux dans le château et ajoute au moins cinq tours à l'enceinte qui délimite un vaste espace trapézoïdal. Il meurt à la bataille de Courtrai, en 1302.
Il eut de son mariage avec Flandrine de Châtillon-en-Bazois deux enfants : Françoise de Flote et Guillaume de Flotte de Ravel, sénéchal de Toulouse avant de devenir lui aussi, en 1339, chancelier de France.
Le fils de Guillaume, Pierre, amiral de France, mourut avant lui, après avoir eu de sa femme Marguerite de Châtillon-Porcien un fils prénommé Guillaume, lui-même père d'Antoine époux de Catherine Damas de Cousan (Sail, Saint-Georges). La fille de ces derniers, Jeanne, n'ayant pas eu d'enfant de ses deux mariages, laissa à sa mort en 1431 la seigneurie à son cousin André de Chauvigny, fils cadet d'Antoinette Damas (la demi-sœur de Catherine ; deux filles de Guy IV Damas baron de Cousan) et Guy II de Châteauroux.
Le château est occupé par les routiers en 1377. En 1451, une dispute oppose le boulanger, le cuisinier et le fauconnier, ce qui permet d'établir l'existence d'une boulangerie à cette époque dans le château.
La fille d'André de Chauvigny, Catherine, l'apporta par son mariage en 1460 à Charles d'Amboise. Guy, issu de leur union, n'a eu qu'une fille, Antoinette d'Amboise, veuve de son cousin Jacques d'Amboise, mariée en 1518 à Antoine de La Rochefoucauld seigneur de Barbezieux, sénéchal d'Auvergne, fils de François Ier de La Rochefoucauld et de Louise de Crussol.
Leur quatrième fils, François, seigneur de Ravel en 1549, eut trois filles de son union avec Éléonore de Vienne. Le 5 août 1584, Gilberte, une de leurs filles épousa Jean III d'Estaing, fervent partisan de la Ligue en Auvergne avant de se rallier au roi Henri IV après sa conversion. Le château est occupé par une troupe protestante en 1589.
À la Renaissance la famille de Combourcier du Terrail y fit faire « quelques modifications ».

### Le comte d'Estaing
Le château passa à la famille d'Estaing ; des travaux importants sont faits au XVIIe et XVIIIe siècles, transformant la forteresse médiévale en château d'agrément par Charles Henri Théodat d'Estaing, amiral d'Estaing, comte d'Estaing, fils du marquis de Saillant et mari de la petite-fille de l'amiral et maréchal de Château-Renault ; embarqué pour l'Inde en 1757 sous les ordres de Lally-Tollendal, vice-amiral en 1778, il participa à la guerre d'Indépendance américaine, fut disgracié à son retour en France en 1780 ; partisan des « idées nouvelles », il fut nommé en 1789 commandant de la Garde nationale de Versailles, puis amiral de France en 1792, mais fut jugé et guillotiné en 1794.
Le château conserve sa chambre natale, ses instruments de navigation, une série de dix tableaux de Lebas représentant ses batailles navales (1759-1760), des maquettes de navires, son portrait enfant « en Diane chasseresse » attribué à l'atelier de Desportes, et dans une bibliothèque au curieux décor « chinoisant », 2 000 livres aux armes de la famille.
Après la mort accidentelle de son fils unique, tombé à six ans du balcon du salon de musique, l'amiral d'Estaing, dernier représentant de sa maison, avait fait légitimer sa demi-sœur naturelle, Lucie Madeleine, et l'institua son héritière en 1768, ce qui lui fit porter le titre de vicomtesse de Ravel ; cette maîtresse du roi Louis XV, mère de deux filles (adultérines) du roi, mourut en 1826 (dont descendance).

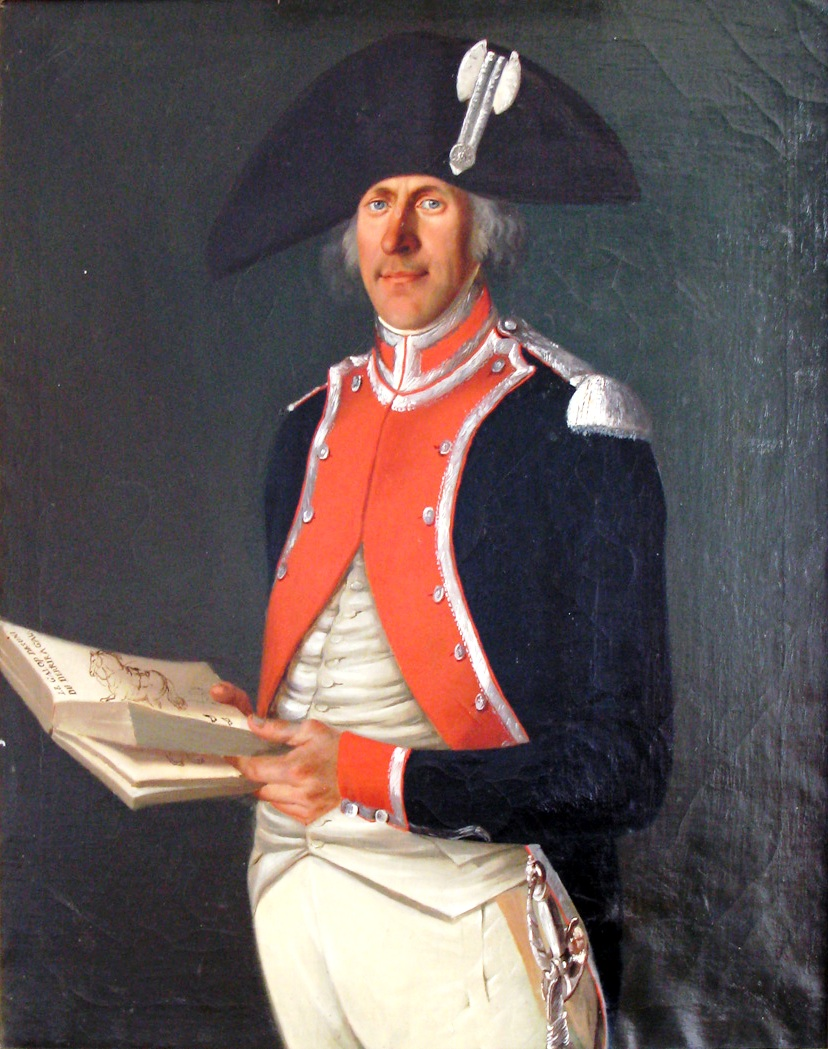
Charles de Riberolles (1752-1827), en uniforme des gardes du corps du Roi.

En 1806 Lucie Madeleine d'Estaing, comtesse de Boysseulh, avait vendu le château et une partie de son mobilier et des souvenirs de sa famille à Charles de Riberolles-Beaucène, dont les héritiers le firent protéger en 1958.
Leurs héritiers le cédèrent en juillet 2014, ainsi qu'une partie de son contenu, aux décorateurs Joseph Achkar et Michel Charriere, qui ont entrepris de grands travaux de restauration.
Ouverte au public, la vieille demeure présente entre autres une collection d'objets issus de l'atelier céramique qu'y créa le châtelain en 1825, dont une assiette en faïence ornée d'une caricature de Louis-Philippe Ier et une série d'imitations de terres dites sigillées.

## Description
Le château comporte une partie médiévale, le donjon du XIIIe siècle, cinq tours anciennes, dont une octogonale, et, à l'intérieur, la « Salle des États », d'architecture gothique, ornée de 49 emblèmes héraldiques qui remontent au XIIIe siècle est l'une des plus anciennes frises héraldiques de France.
La chapelle est elle aussi gothique ; les écuries datent du XVIIe siècle.
La transformation en demeure seigneuriale classique au XVIIIe siècle a respecté l'ossature gothique et la grande façade sur cour s'appuie sur les tours médiévales. La galerie d'entrée, l'escalier et la salle à manger au rez-de-chaussée, la grande galerie et le salon de musique au premier étage sont des pièces d'ordonnance classique.
Le château, la chapelle, les terrasses avec leur mur de soutènement et le petit parc ont été classés monument historique le 20 mai 1958.

## Parc et jardins
L'imposante terrasse dessinée par Le Nôtre, domine la plaine de la Limagne et le panorama permet de découvrir la chaîne des Dômes et des monts Dore.
Les jardins ont été inscrits au pré-inventaire des Jardins remarquables : ils comportent la terrasse en terre-plein, l'escalier indépendant, le petit parc avec son allée et son  bassin, et le jardin potager.